# Pedro Gamero del Castillo
Pedro Gamero del Castillo (Sevilla, 20 de noviembre de 1910-Pozuelo de Alarcón, 7 de diciembre de 1984) fue un político y empresario español, conocido por su papel durante los primeros años de la dictadura franquista. 
Protegido político de Ramón Serrano Suñer, fue ministro sin cartera en el segundo gobierno de Franco y durante algún tiempo llegó a actuar en la práctica como secretario general de FET y de las JONS. Simpatizante de la Alemania nazi, durante la Segunda Guerra Mundial fue una de las principales figuras pronazis dentro del régimen. Tras su caída en desgracia se dedicó a actividades empresariales, hasta su fallecimiento en 1984.

## Biografía

### Inicios y carrera política
Nacido el 20 de noviembre de 1910 en Sevilla, en cuya Universidad se licenció en 1932 en Filosofía y Letras y Derecho. Se doctoró en Derecho en Madrid y después estudió en Bonn y Friburgo pensionado por la Junta de Ampliación de Estudios.
Durante los años de la Segunda República perteneció a la Asociación Católica Nacional de Propagandistas (ACNdP), y llegó a destacar como dirigente estudiantil en el seno de la CEDA. Adscrito a ideas monárquicas, en 1937, durante la guerra civil española se unió a la nueva Falange.
Considerado un «neofalangista», pasaría a ser una de las principales figuras en la dirección del partido único. Semanas después de haberse afiliado en Falange, en octubre de 1936 Gamero tomó parte en una operación fallida que pretendía liberar a José Antonio Primo de Rivera de la prisión de Alicante. También estuvo presente en varias reuniones con dirigentes carlistas para lograr alcanzar una unificación política entre falangistas y carlistas. Fue miembro del Consejo Nacional de FET y de las JONS, instituido a finales de 1937. Designado en junio de 1938 parte de la comisión de tres miembros —junto con Dionisio Ridruejo y Juan José Pradera— encargada de redibujar el papel de FET-JONS, Gamero no se mostró partidario de adoptar cambios importantes (a diferencia de Dionisio Ridruejo, que abogó por un estado totalitario).
En febrero de 1938 el ministro del Interior Ramón Serrano Suñer le nombró gobernador civil de Sevilla con el objetivo de disminuir el poder del general Gonzalo Queipo de Llano, que disfrutaba de una amplia autonomía en la región andaluza. Desde junio de 1937 ya ejercía la jefatura provincial de FET y de las JONS en Sevilla. Ejerció como gobernador civil de Sevilla entre el 16 de febrero y el 3 de diciembre de 1938, manteniendo numerosas diferencias con el «Virrey de Andalucía». La destitución de Carranza de la alcaldía provocó que Queipo de Llano viajase a Burgos para protestar a Serrano y exigir la destitución del gobernador civil. Gamero tampoco mantuvo buenas relaciones con el arzobispo Pedro Segura, con el que había mantenido algunos enfrentamientos públicos por cuestiones como la celebración de misas de campaña. Su etapa como gobernador civil contribuyó en buena medida a menoscabar el poder autónomo del que disfrutaba Queipo de Llano.

### Dictadura franquista
Tras el final de la guerra civil fue nombrado vicesecretario general de FET y de las JONS, ostentando importantes puestos en el seno del partido. Muchas de sus medidas fueron encaminadas a lograr una mayor burocratización de la Falange. Fue suya la idea de unificar los cargos de la jefatura provincial del Movimiento y de gobernador civil, medida que se acabaría aplicando durante toda la dictadura franquista. Otra de sus directivas prohibió la celebración de homenajes, banquetes, encuentros y/o conmemoraciones festivas si no se contaba con la autorización previa de la secretaría general. Tanto Ramón Serrano Suñer como Gamero del Castillo mantuvieron relaciones tensas con el secretario general del partido único, el general Agustín Muñoz Grandes, hombre sin pasado político que acabaría dimitiendo de su puesto en marzo de 1940. Ello le permitió hacerse con las riendas del partido, actuando en la práctica como secretario general de FET y de las JONS.
Amigo personal y protegido de Serrano Suñer, durante esta etapa fue un estrecho colaborador de este. Además de su puesto en el partido único, en agosto de 1939 fue nombrado ministro sin cartera en el segundo gobierno de Franco. Ostentó el puesto ministerial entre agosto de 1939 y mayo de 1941.
Destacada figura pronazi dentro del régimen, durante la Segunda Guerra Mundial mantuvo una clara postura germanófila. En octubre de 1940, junto a José Finat y Serrano Suñer, acompañó al jerarca nazi Heinrich Himmler durante su  visita a Madrid. Al igual que Gerardo Salvador Merino, delegado nacional de Sindicatos, Gamero del Castillo mantuvo un estrecho contacto con organizaciones de la Alemania nazi. En varias ocasiones realizó peticiones de información a la delegación de Falange en Berlín sobre diversas cuestiones como la política social nazi, organización del Partido nazi, o sobre organismos como las SS, el DAF o el Reichsarbeitsdienst.
Crecientemente crítico y desafecto por el rumbo que llevaba el régimen franquista, tras la denominada «Crisis de mayo de 1941» fue destituido por Franco de sus cargos en el partido. La crisis comenzó a raíz del nombramiento como ministro de la gobernación de Valentín Galarza, militar furibundamente antifalangista, lo que produjo un hondo malestar en el seno de la Falange. Gamero del Castillo protestó ante Franco por los nombramientos de varios gobernadores civiles que había realizado Galarza, ya que según él «aceptar estos nombramientos supondría reconocer la introducción de un órgano extraño a la jerarquía del partido». El 18 de mayo Franco lo destituyó de su puesto, al tiempo que José Luis Arrese asumía la secretaría general. Su caída en desgracia estuvo muy influida por la merma de poderes que sufrió su protector, Serrano Suñer. El historiador Paul Preston sitúa su destitución junto a la de otros destacados pronazis como Dionisio Ridruejo o Sancho Dávila.
Tras su salida del gobierno todavía mantuvo una cierta posición —ocupando un puesto en el Consejo de Estado—, a pesar de verse afectado por las acusaciones cada vez mayores de amiguismo y corrupción. Franco también lo acabaría destituyendo de este cargo en 1943, después de que se manifestase públicamente partidario de la restauración de la monarquía. Ello también supuso perder su puesto como consejero nacional de FET y de las JONS. Aun así, fue procurador en las Cortes franquistas entre 1943 y 1946. Fue también miembro del Consejo privado de Juan de Borbón.

### Vida posterior
Con posterioridad se dedicó al mundo de los negocios. Llegó a formar parte de los consejos de administración de Hidroeléctrica de Cataluña, Unión Eléctrica Fenosa, Banco Urquijo, y Banco Hispano Americano —del cual llegaría a ser vicepresidente—, puestos que ocupó hasta entrada la década de 1980. También llegó a ostentar la presidencia de honor de la empresa Vallehermoso. Falleció en Pozuelo de Alarcón en la tarde del viernes 7 de diciembre de 1984.

## Reconocimientos
- Gran Cruz de la Orden de Isabel la Católica (1941)[45]